# Roland Dudziak
Roland Dudziak (ur. 14 lipca 1962) – wschodnioniemiecki zapaśnik walczący w stylu wolnym.
Wicemistrz świata w 1985 roku.
Wicemistrz NRD w 1985; trzeci w 1979 i 1983 roku.